# Buglossidium luteum
Buglossidium luteum es una especie de pez de la familia Soleidae en el orden de los Pleuronectiformes.

## Alimentación
Come crustáceos y poliquetos.

## Distribución geográfica
Se encuentra en las  costas del  Atlántico Oriental (Islandia, Escocia, Mar del Norte, Mar Báltico ) y del Mediterráneo (incluyendo el Mar Adriático ).